# Malay-le-Petit
Malay-le-Petit és un municipi francès, situat al departament del Yonne i a la regió de Borgonya - Franc Comtat. L'any 2007 tenia 348 habitants.

## Demografia

### Població
El 2007 la població de fet de Malay-le-Petit era de 348 persones. Hi havia 124 famílies, de les quals 28 eren unipersonals (12 homes vivint sols i 16 dones vivint soles), 44 parelles sense fills, 44 parelles amb fills i 8 famílies monoparentals amb fills.
La població ha evolucionat segons el següent gràfic:
Habitants censats

### Habitatges
El 2007 hi havia 156 habitatges, 133 eren l'habitatge principal de la família, 16 eren segones residències i 7 estaven desocupats. 155 eren cases i 1 era un apartament. Dels 133 habitatges principals, 117 estaven ocupats pels seus propietaris, 12 estaven llogats i ocupats pels llogaters i 4 estaven cedits a títol gratuït; 2 tenien dues cambres, 21 en tenien tres, 27 en tenien quatre i 83 en tenien cinc o més. 98 habitatges disposaven pel capbaix d'una plaça de pàrquing. A 46 habitatges hi havia un automòbil i a 81 n'hi havia dos o més.

### Piràmide de població
La piràmide de població per edats i sexe el 2009 era:
| Homes | Edats   | Dones |
| ----- | ------- | ----- |
| 0     | 95 o +  | 0     |
| 1     | 90 a 94 | 2     |
| 0     | 85 a 89 | 3     |
| 0     | 80 a 84 | 1     |
| 3     | 75 a 79 | 5     |
| 3     | 70 a 74 | 4     |
| 5     | 65 a 69 | 5     |
| 10    | 60 a 64 | 9     |
| 5     | 55 a 59 | 7     |
| 17    | 50 a 54 | 17    |
| 17    | 45 a 49 | 10    |
| 15    | 40 a 44 | 8     |
| 11    | 35 a 39 | 12    |
| 16    | 30 a 34 | 18    |
| 7     | 25 a 29 | 9     |
| 5     | 20 a 24 | 2     |
| 11    | 15 a 19 | 14    |
| 13    | 10 a 14 | 19    |
| 14    | 5 a 9   | 15    |
| 12    | 0 a 4   | 10    |

## Economia
El 2007 la població en edat de treballar era de 233 persones, 169 eren actives i 64 eren inactives. De les 169 persones actives 158 estaven ocupades (87 homes i 71 dones) i 11 estaven aturades (4 homes i 7 dones). De les 64 persones inactives 29 estaven jubilades, 18 estaven estudiant i 17 estaven classificades com a «altres inactius».

### Ingressos
El 2009 a Malay-le-Petit hi havia 135 unitats fiscals que integraven 362 persones, la mediana anual d'ingressos fiscals per persona era de 18.406 €.

### Activitats econòmiques
Dels 11 establiments que hi havia el 2007, 1 era d'una empresa extractiva, 4 d'empreses de construcció, 1 d'una empresa de comerç i reparació d'automòbils, 1 d'una empresa d'hostatgeria i restauració i 4 d'empreses de serveis.
Dels 3 establiments de servei als particulars que hi havia el 2009, 2 eren paletes i 1 electricista.
L'any 2000 a Malay-le-Petit hi havia 4 explotacions agrícoles.

## Equipaments sanitaris i escolars
El 2009 hi havia una escola elemental.

## Poblacions més properes
El següent diagrama mostra les poblacions més properes.